# McEliece-féle titkosító rendszer
A kriptográfiában a McEliece-féle titkosító rendszer, egy aszimmetrikus titkosító algoritmus, melyet Robert McEliece, amerikai matematikus fejlesztett ki 1978-ban.
Ez volt az első olyan algoritmus, ahol a titkosítási folyamatban véletlen-számokat használtak.
Az algoritmus soha nem keltett különös figyelmet a titkosítással foglalkozó közösségben, de ez a módszer “jelölt” lehet a ‘post-kvantum titkosítási’ módszerek között, mivel immunis támadásokra, a Shor-algoritmust felhasználva, és – még általánosabban – mellékosztály állapotokat használ Fourier mintavétellel.
Egy közelmúltban nyilvánosságra került tanulmány szerint a kvantumszámítógépek alkalmazásakor a titkosító kulcsok mérete megnégyszereződik.
Az algoritmus az P-hard ). elméleten alapul. 
A magán kulcs leírására egy hibajavító kódot választottak, mely elég hatékony dekódolási algoritmusként ismert, és képes a {\displaystyle t} hibákat kijavítani.
Az eredeti algoritmus a bináris Goppa kódokat használja; ezeket könnyű dekódolni a Patterson-féle algoritmus miatt.
A nyilvános kulcs a magán kulcsból származtatható azzal, hogy elrejtik a kódot, mint általános lineáris kód. Ezért {\displaystyle G} generátor mátrix permutálásával, két véletlenszerűen kiválasztott invertált {\displaystyle S} és {\displaystyle P} mátrix-szal.
Számos titkosító rendszer létezik, különféle kódokkal. A legtöbb nem biztonságos; strukturális dekódolással könnyen feltörhető.
A McEliece, a Goppa kóddal ellenáll a kriptoanalízisnek.
A következőkben ismertetjük a támadást és annak kivédését.
A McEliece-féle titkosító rendszernek van néhány előnye, például az RSA-hoz képest.
A titkosítás és a titkosítás feloldása gyorsabb, és a kulcs  méretének növelésekor a biztonság még gyorsabban nő.
Sokáig azt gondolták, hogy a McEliece-féle titkosító rendszer nem használható digitális aláírásra. Azonban a Niederreiter sémára épülő aláírás megvalósítható, mely a McEliece duális változata.
A McEliece-féle titkosító rendszer  fő hátránya az, hogy a nyilvános és a magán kulcsok is nagy mátrixok. A nyilvános kulcs 512 kilobit hosszú. Ez azért van így, mert a gyakorlatban ritkán használják. Van egy kivétel, a Freenet-féle entrópia alkalmazás.

## Eljárás definiálása
A McEliece három algoritmust tartalmaz: egy probabilista kulcs generáló algoritmust, mely létrehozza a nyilvános-, és a magán kulcsokat, a probabilisztikus titkosító algoritmust, és a determinisztikus titkosítást feloldó algoritmust.
Minden - McEliece-t alkalmazó -  használónak vannak  biztonsági paraméterei: {\displaystyle n,k,t}.

### Kulcs generálás
1.	Vera kiválaszt egy bináris {\displaystyle (n,k)} -lineáris {\displaystyle C} kódot, mely képes a {\displaystyle t} hibákat javítani. Ez lehet egy hatékony dekódoló algoritmus, és  generál egy {\displaystyle k\times n} generátor mátrixot,{\displaystyle G}.
2.	Vera kiválaszt egy véletlenszerű {\displaystyle k\times k} bináris nem szinguláris {\displaystyle S} mátrixot.
3.	Vera kiválaszt egy véletlenszerű {\displaystyle n\times n}, {\displaystyle P} permutációmátrixot.
4.	Vera kiszámolja a {\displaystyle k\times n} mátrixot: {\displaystyle {\hat {G}}=SGP}.
5.	Vera nyilvános kulcsa: {\displaystyle ({\hat {G}},t)}; magán kulcsa: {\displaystyle (S,G,P)}.

### Üzenet kódolása
Tegyük fel, hogy Sándor küld egy m üzenetet Verának, kinek a nyilvános kulcsa: {\displaystyle ({\hat {G}},t)}.
1.	Sándor kódolja az m üzenetetet, mint egy {\displaystyle k} hosszúságú bináris stringet,
2.	Sándor kiszámolja a {\displaystyle c^{\prime }=m{\hat {G}}} vektort,
3.	Sándor generál egy véletlenszerű {\displaystyle n}-bites vektort, {\displaystyle z}, mely tartalmazza a {\displaystyle t}-t,
4.	Sándor kiszámolja a titkos szöveget, mint {\displaystyle c=c^{\prime }+z}.

### Üzenet megfejtése
{\displaystyle c} megérkezésekor, Vera a következő lépéseket teszi:
1.	Vera kiszámolja a {\displaystyle P} inverzét (azaz: {\displaystyle P^{-1}}),
2.	Vera kiszámolja a {\displaystyle {\hat {c}}=cP^{-1}},
3.	Vera dekódoló algoritmust használ a {\displaystyle C} kódra,hogy dekódolja a  {\displaystyle {\hat {c}}} - {\displaystyle {\hat {m}}},
4.	Vera kiszámolja: {\displaystyle m={\hat {m}}S^{-1}}.

## Az üzenet megfejtésének bizonyítása
Megjegyezzük, hogy  {\displaystyle {\hat {c}}=cP^{-1}=m{\hat {G}}P^{-1}+zP^{-1}=mSG+zP^{-1}},
és  {\displaystyle P}  egy permutációs mátrix, így {\displaystyle zP^{-1}} súlyozása többnyire {\displaystyle t}.
A Goppa kód, {\displaystyle G} ki tudja javítani a {\displaystyle t} hibákat, és az {\displaystyle mSG}  szó {\displaystyle cP^{-1}}-től  {\displaystyle t}-re van, azért a korrekt kód szó: {\displaystyle {\hat {m}}=mS} megkapható. 
Az {\displaystyle S} inverzével szorozva, adódik {\displaystyle m={\hat {m}}S^{-1}=mSS^{-1}}, mely a megfejtett üzenet.

## Kulcs méretek
McEliece eredetileg a következő biztonsági paramétereket javasolta: {\displaystyle n=1024,k=524,t=50}, mely 524*(1024-524) = 262,000 bites nyilvános kulcsot eredményez.
Egy későbbi analízis azt ajánlja, hogy {\displaystyle n=2048,k=1751,t=27} legyen a paraméterek nagysága, 80 bitre, ha standard algebrai dekódolást használunk, vagy {\displaystyle n=1632,k=1269,t=34}, ha lista dekódolást alkalmazunk a Goppa kódra, mely megnöveli a nyilvános kulcsot 520,047 és 460,647 bitre, megfelelően.

## Támadások
Egy sikeres ellenséges támadás, ismerve a {\displaystyle ({\hat {G}},t)} nyilvános kulcsot, de a magán kulcsot nem, eredményezheti a szöveg kikövetkeztetését a titkos írásból {\displaystyle y\in \mathbb {F} _{2}^{n}}.  Az ilyen kísérletek nem működnek.
Ez a fejezet tárgyalja az irodalomból ismert támadási stratégiákat a McEliece rendszer ellen.

### A nyers erő módszer
A támadó esetleg kitalálhatja, mi a {\displaystyle G}, és képes alkalmazni a Patterson algoritmust.
Ez nem valószínű n és t nagy értékeire, mivel túl sok lehetőség van a {\displaystyle G}, {\displaystyle S} és {\displaystyle P}-kre.
Egy olyan támadási stratégia, mely nem igényli a {\displaystyle G}-t, az “információ készlet dekódolása” koncepcióra épülhet.
McEliece megemlít egy egyszerű támadási formát: ki kell választani k-t az n koordinátából véletlenszerűen abban a reményben, hogy egy k sem hibás (azaz, a kiválasztott {\displaystyle z} vektor koordinátái közül egy sem 1 bites), és kalkulálja az m-t.
Azonban, ha a k, n, és t paramétereket gondosan választották, akkor annak a valószínűsége, hogy nem lesz hiba ebben a k elemű halmazban: {\displaystyle \textstyle {\binom {n-t}{k}}/{\binom {n}{k}}}, és így ez elhanyagolható.

### Információ készlet dekódolás
Az ‘információ készlet dekódolás’ algoritmus a leghatékonyabb támadási módszer a McEliece-, és a Niederreiter-féle titkosítási rendszerek ellen.
Számos forma ismert.
Egy hatékony eljárás az, amely a minimális, és maximális súlyozású kódszóra épül.
2008-ban Bernstein, Lange és Peters 
leírtak egy praktikus támadási módot a McEliece-féle titkosító rendszer ellen. Mivel a támadás zavarbaejtően párhuzamos (nincs szükség a csomópontok közötti kommunikációra), végrehajtható  egy számítógép klaszteren néhány nap alatt.

## Fordítás
Ez a szócikk részben vagy egészben  a   McEliece cryptosystem című angol Wikipédia-szócikk ezen változatának fordításán alapul.  Az eredeti cikk szerkesztőit annak laptörténete sorolja fel. Ez a jelzés csupán a megfogalmazás eredetét és a szerzői jogokat jelzi, nem szolgál a cikkben szereplő információk forrásmegjelöléseként.